# Frederik Emil Olsen
Frederik Emil Olsen (Copenaghen, 3 ottobre 2002) è un taekwondoka svedese.

## Palmarès
- Europei

Sofia 2021: bronzo nei -58 kg.